# Hotel Pera Palas
L' hotel Pera Palas è uno storico hotel visitabile come museo situato nel distretto di Beyoğlu (Pera) di Istanbul. È stato costruito nel 1892 allo scopo di ospitare i passeggeri dell'Orient Express ed è considerato "il più vecchio hotel europeo della Turchia".
Il Pera Palas affaccia le proprie camere sul Corno d'Oro e sulla penisola di Istanbul. Nel 2006 è stato chiuso e ha subito un restauro completo dal 2008 al 2010. Oggi l'hotel è una vera e propria attrazione turistica per la città e, oltre a essere abitato dalla clientela, è visitabile liberamente.

## Storia

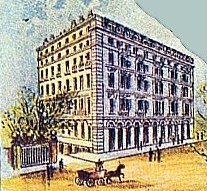
L'hotel Pera Palas nel 1900

Il Pera Palas è stato edificato a fine '800 a soddisfazione dell'esigenza dei passeggeri dell'Orient Express di ritrovare, presso l'ultima tappa del viaggio, un alloggio paragonabile in eleganza e comfort a quanto erano abituati in Europa. I lavori iniziarono nel 1892 e si conclusero nel 1895. La zona scelta fu il quartiere di Tepebaşı, nel distretto di Pera.
L'architetto responsabile Alexandre Vallaury, franco-turco, già autore della sede centrale della Banca ottomana e del museo archeologico di Istanbul, diede all'edificio un taglio ibrido tra il neoclassico, l'Art Nouveau e lo stile orientale, tipico dell'architettura istanbuliota del XIX secolo.

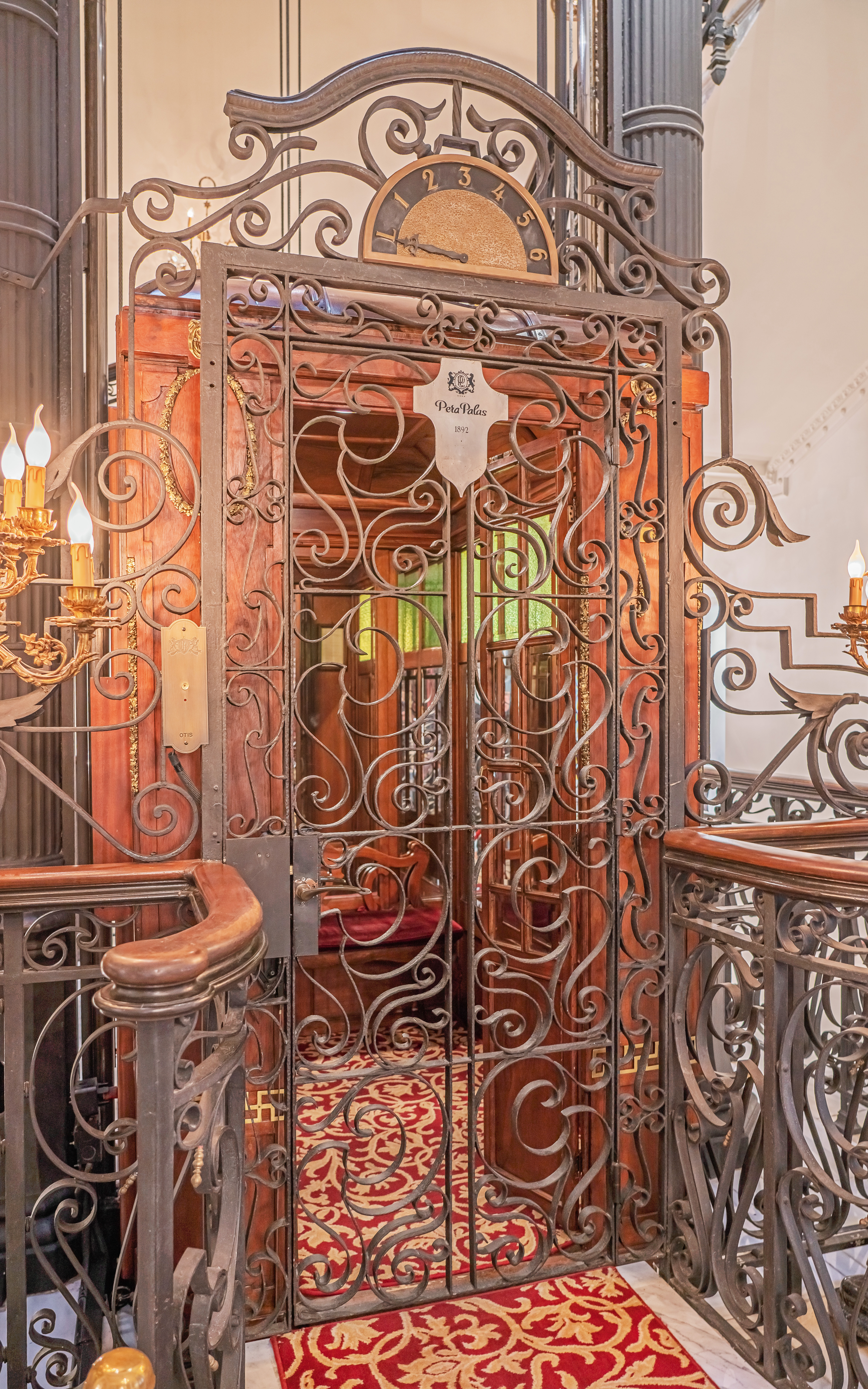
La porta dell'ascensore del Pera Palas.

Il Pera Palas esordiva come una meraviglia tecnologica. Si trattava del primo edificio con alimentazione elettrica, come nemmeno le regge ottomane. Erano dotato di acqua calda e del primo ascensore di Istanbul.

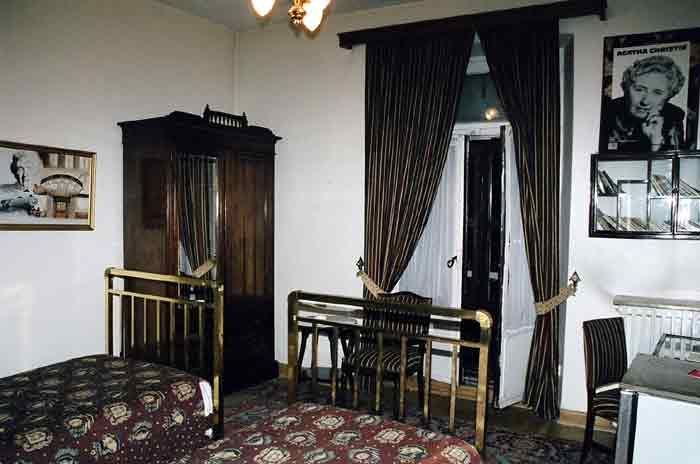
La stanza 411 in cui Agatha Christie scrisse Assassinio sull'Orient Express.

Vi hanno alloggiato diverse personalità, tra cui il primo presidente della Repubblica di Turchia Mustafa Kemal Atatürk, Pierre Loti, Agatha Christie, Ernest Hemingway, re Edoardo VIII, l'imperatore d'Austria-Ungheria Francesco Giuseppe, Sarah Bernhardt, Otto Hahn, Alfred Hitchcock e Jacqueline Kennedy Onassis. La stanza 101, in cui era solito alloggiare Atatürk è stata adibita a museo in occasione del centesimo compleanno dello statista, e ospita ora una collezione di libri turchi e stranieri, riviste, cartoline, e medaglie. Nella camera 411, invece, Agatha Christie scrisse buona parte del libro Assassinio sull'Orient Express.
L'11 marzo 1941 l'hotel subì un attentato dovuto all'esplosione di una valigia arrivata a Istanbul da Sofia insieme alla delegazione diplomatica britannica, a causa dell'invasione della Bulgaria da parte delle forze naziste.

## Caratteristiche

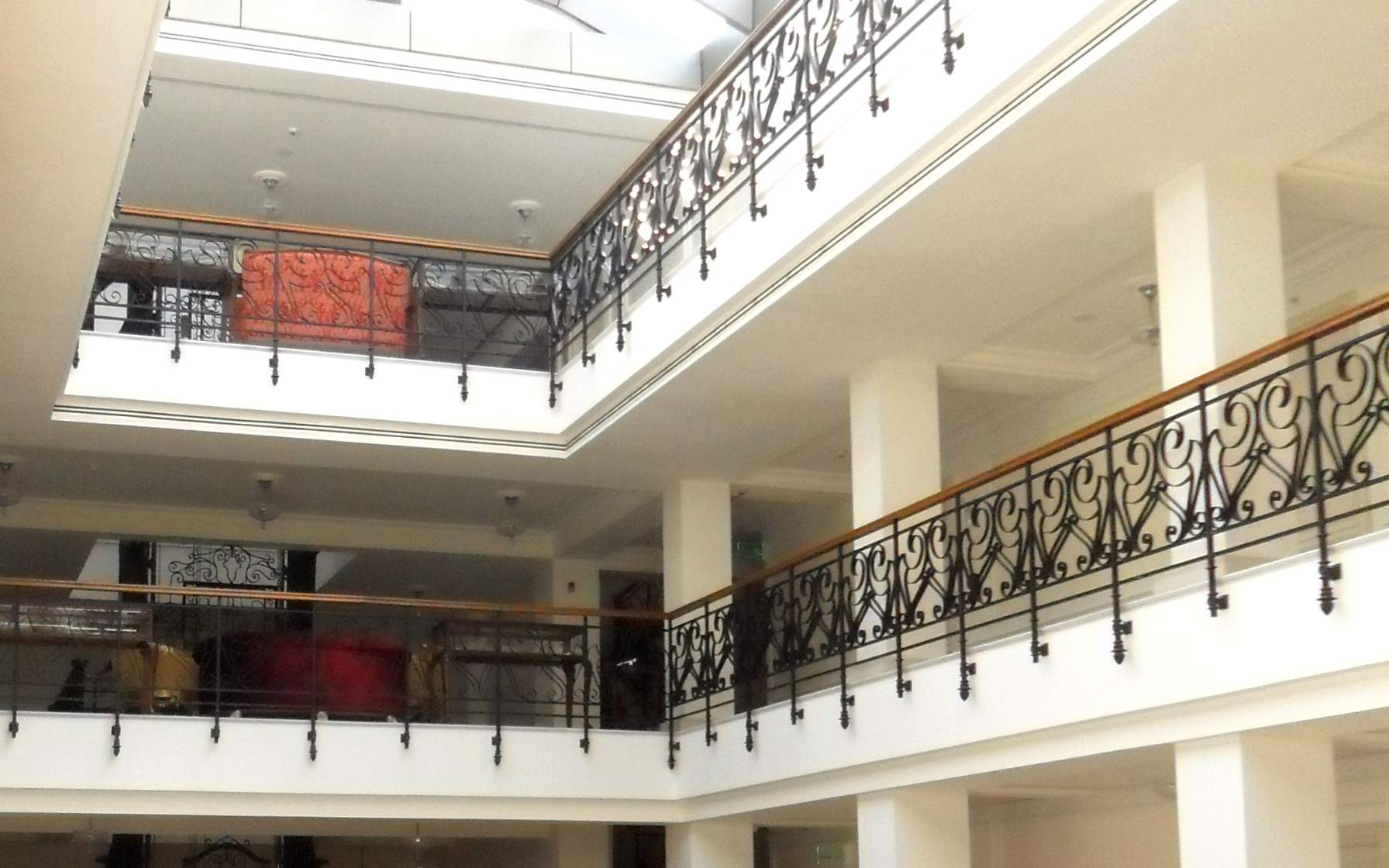
Lo spazio interno dei piani del Pera Palas.

L'edificio si sviluppa su un rettangolo di base 46 x 28 m con uno spazio aperto al centro. Il tetto che copre la parte centrale è stato convertito in vetro con l'ultimo restauro e consente l'ingresso della luce solare attraverso lo spazio aperto centrale fino alle zone di passaggio dei diversi piani. Sei cupole di metallo e vetro separano lo spazio aperto centrale dei piani dal pianterreno. Al primo piano sono presenti il bar Orient, la pasticceria francese, la pasticceria Pera e la sala da tè Kubbeli.

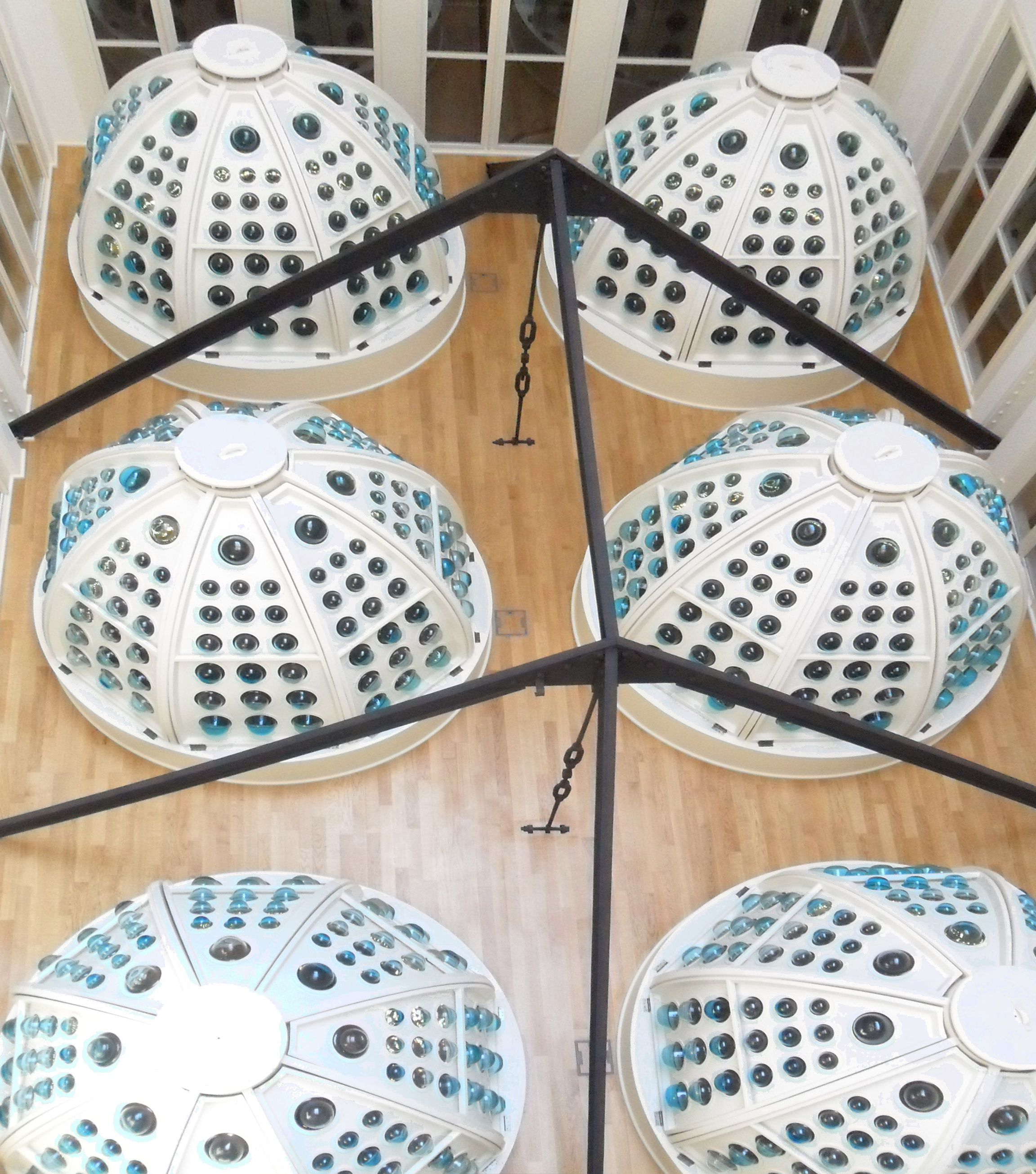
Le cupole dello spazio aperto interno del Pera Palas.

La facciata esterna è in stile neoclassico. Gli interni sono maggiormente influenzati dallo stile orientale, in particolare l'interno della sala da ballo col contrasto di bianchi e di neri. Completano il gusto eclettico le linee Art Nouveau dell'ascensore e della coffee house.
Le camere da letto sono illuminate da lampadari in vetro di Murano e i bagni sono rivestiti in marmo di Carrara.
La forma attuale è risultato del restauro, iniziato nell'aprile 2008 e completato nel settembre 2010. Il restauro aveva lo scopo di enfatizzare la struttura e la tecnologia dell'hotel, pur preservandone il patrimonio culturale e la qualità da cinque stelle.

## Proprietari
Nel 1918 l'imprenditore greco Bodossakis Athanassiades, ospite dell'hotel, venne a sapere che la Compagnie Internationale des Wagons-Lits, al tempo proprietaria del Pera Palace, intendeva venderlo. Era un periodo di notevoli investimenti in immobili a Costantinopoli da parte di investitori greci. La ditta proprietaria aveva incaricato della trattativa il barone Jean Batiste de Bourge. Bodossakis acquistò l'hotel il 21 dicembre 1918 per 5.250.000 franchi, e ne spese altri 1.500.000 per il restauro nel periodo immediatamente successivo, allo scopo di trasformarlo in uno dei più lussuosi hotel d'Europa e nel centro degli eventi mondani di Costantinopoli. Nel 1922 l'armata greca fu sconfitta in Asia Minore e Bodossakis si spostò ad Atene. Nel 1923 il nuovo Stato Turco si impossessò del Pera Palas.
Nel 1923, Misbah Muhayyes, verso cui il presidente Mustafa Kemal Atatürk nutriva riconoscenza dalla campagna di Siria ricevette una lettera di ringraziamento da parte di Atatürk, il quale onorava Muhayyes della cittadinanza turca e lo incaricava della gestione del Pera Palas. Muhayyes scelse che gli incassi fossero ripartiti in opere umanitarie.
Nel 1963 la gestione viene data alla Istanbul Hotel Management, Tourism and Trading Company.
Verso la fine del 1977 l'uomo d'affari Gaziantep acquistò il 60% delle quote dell'hotel e ne divenne il responsabile. In seguito acquistò anche le quote rimanenti.
La gestione è passata infine, nel 2006, alla compagnia di spedizioni Beşiktaş.